# Ulica Jana Sebastiana Bacha w Warszawie
Ulica Jana Sebastiana Bacha – główna ulica warszawskiego osiedla Służew nad Dolinką.
Zaczyna się na wschodnim odcinku ulicy Wałbrzyskiej przy zachodniej granicy nowy cmentarza na Służewie przy ul. Wałbrzyskiej i otaczając większość osiedla od wschodu, południa i zachodu kończy się niedaleko skrzyżowania ulic Wałbrzyskiej i Puławskiej. Środkowy odcinek ulicy przylega do parku Dolinka Służewska.

## Historia
Historia ulicy zaczęła się w roku 1975 wraz z budową nowego osiedla Służew nad Dolinką, gdy pierwsze bloki przy niej (pod numerami adresowymi m.in. 34, 30, 26) zaczęli zasiedlać mieszkańcy.

## Ważniejsze obiekty
- Dzwon Pokoju w Warszawie
- Służewski Dom Kultury
- Park Dolinka Służewska